# 戦闘捜索救難

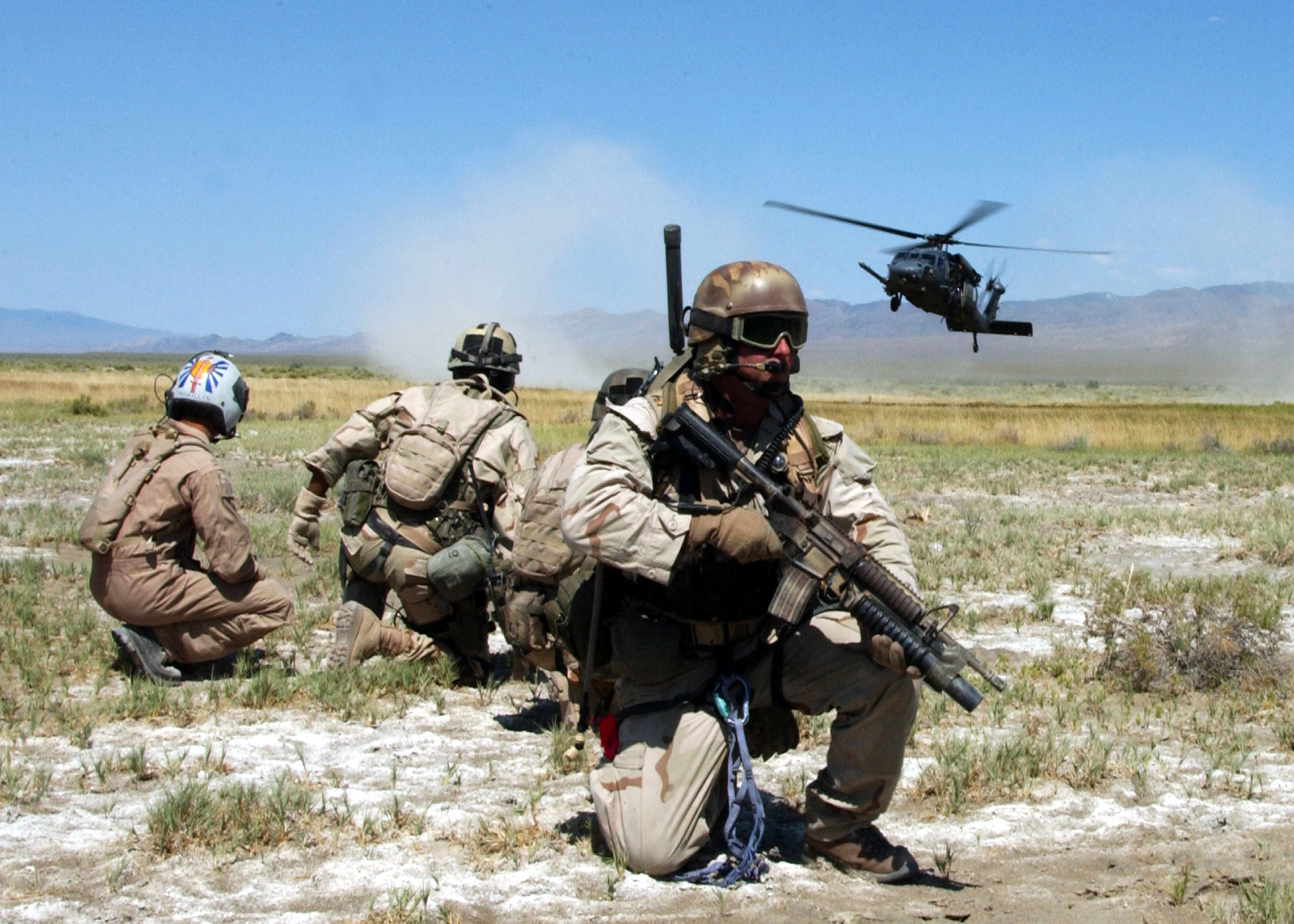
戦闘救難訓練中に着陸するHH-60Gペイブ・ホークヘリコプター。

戦闘捜索救難（せんとうそうさくきゅうなん、英語：Combat Search and Rescue、略称：CSAR）とは、戦争中に戦闘地域内やその周辺で行われる捜索救助活動のことを指す。
CSARの任務は、軍用ヘリ、地上攻撃機、空中給油機、空中指揮所からなるタスクフォースによって遂行される。1965年に導入されたアメリカ空軍のHC-130は、後者の2つの役割を担ってきた。

## 歴史

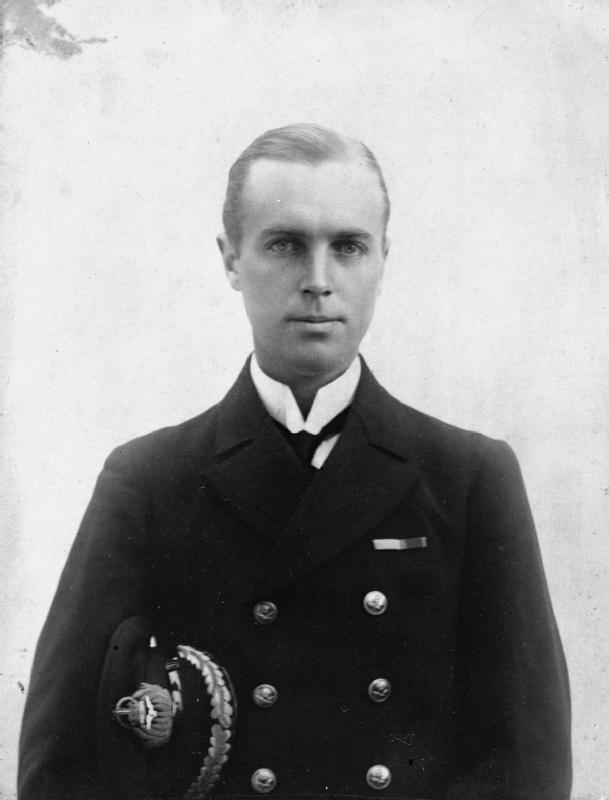
リチャード・ベル・デイヴィスは、第一次世界大戦中、自らの飛行機で初めて戦闘S＆Rミッションを行った。

第一次世界大戦は、特にバルカン半島と中東という流動的な戦場において、初期の戦闘捜索救難ドクトリンを発展させる背景となった。
第一次世界大戦の初期段階では、イギリス海軍航空隊の装甲車セクションが、武装し装甲化したツーリングカーで編成され、強制降下した乗組員を探し出して拾い上げるために使用されていた。塹壕戦でこのような運用が不可能になると、車は他の戦場、特に中東に移された。
第一次世界大戦中の1915年、イギリス海軍航空隊の飛行隊司令官リチャード・ベル・デイヴィスは、史上初の航空機による戦闘捜索救難を行った。彼は単座飛行機を使って、ブルガリアで撃墜された僚機の操縦士を救出したのである。彼のヴィクトリア十字章には、「デイヴィス中隊長は、燃えている機体から安全な距離で降下し、敵の一団が接近しているにもかかわらず、スマイリー海軍中尉を乗せて飛行場に戻った。その技量と胆力は、他の追随を許さない航空技術における偉業であった」と記されている。後世の捜索救助活動と同様、デイヴィスの行動は、同胞が敵の手に捕らえられたり、命を落としたりしないようにとの切なる願いから生まれたものであった。
英国をはじめとする英連邦軍が同様の戦術を大規模に使い始めたのは、メソポタミア遠征のときだった。敵対するベドウィンの部族の領地で撃墜された操縦士は、しばしば空軍の捜索隊によって発見され、救助された。
また、他の国々も現代のCSARの発展に寄与している。第二次世界大戦中、ドイツ空軍（ゼーノートディーンストという組織）は、武装した迷彩柄の航空海難救助機を運用していた。
第一次インドシナ戦争において、フランス人の医師でパイロット、そしてパラシュート降下兵でもあるヴァレリー・アンドレは、ヘリコプターを戦闘地域に飛ばして負傷した兵士を収容し（時には治療し）、今日のCSARの先駆けとなるMEDEVAC戦術を開発した。
1943年8月、ビルマのナガ地区で、フライト・サージャン（飛行外科医）のドン・フリッキンジャー中佐と、戦闘外科技術者のリチャード・S・パッシー軍曹とウィリアム・G・マッケンジー大尉の2人が捜索機からパラシュートで降下し、負傷者の支援と看護に当たった。同時に、地上チームが彼らの合流地点に送られ、20人全員が歩いて安全地帯へと移動した。
当時、パラシュートによる救助は公式には認められていなかったが、PJ関係者の間では、これがアメリカ空軍パラレスキューの誕生とされている。Eric Sevareidは救助隊員についてこう語っている。「勇敢とは尊い言葉だ。彼らはそれに値する」。その数ヶ月後、ポーター大尉は救助活動中にB-25が撃墜されて死亡した。

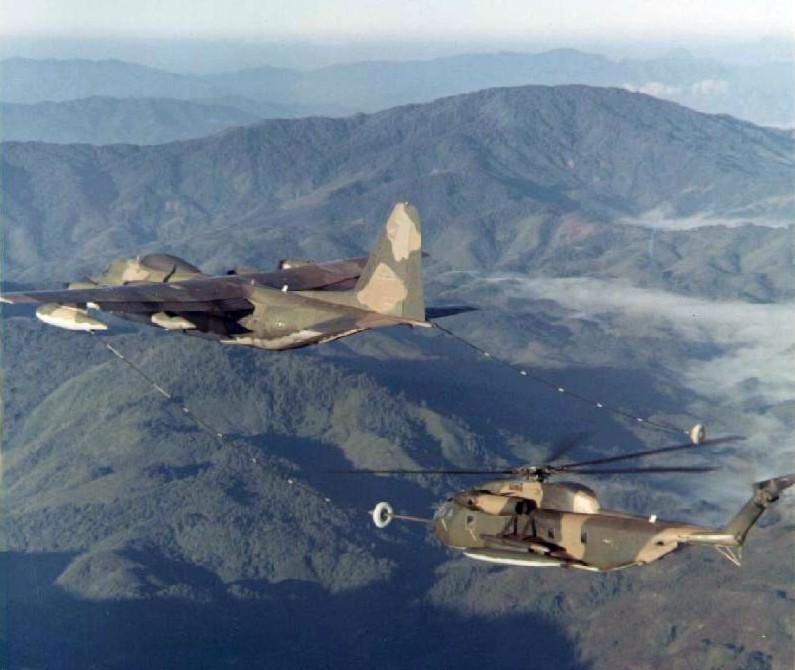
ベトナム戦争中に給油を受けるシコルスキーHH-53B。

ベトナム戦争中、バット21の救出に多大な犠牲を払ったことをきっかけに、米軍は危険度の高い捜索・救助活動に対する新しいアプローチを模索した。米軍は、失敗する可能性が非常に高い捜索救助活動は行うべきではなく、特殊作戦や陽動作戦など、状況に応じた独創的なアプローチを検討しなければならないと考えたのである。アメリカ空軍は、より優れた近接航空支援が可能な航空機の必要性を認識し、空軍のA-1スカイレイダー（個の機体も元々は空母艦載の海軍攻撃爆撃機）の代わりに、元々は空母艦載の海軍軽攻撃機であったA-7 コルセア IIを導入した。
ベトナムでのCSARの経験から、米軍はヘリコプターや接近させないための武器弾薬の夜間任務遂行能力を向上させた :36。
ベトナム戦争中、アメリカ軍のSAR部隊は71人の救助者と45機の航空機を犠牲にして3,883人の命を救った :46。

## 代表的なミッション

### 第一次世界大戦
1917年4月21日、オーストラリア陸軍飛行隊のリチャード・ウィリアムズ大尉は、第一次世界大戦中、墜落した仲間を救出するために敵陣の背後に降り立った。

### ベトナム戦争
1972年、イースター攻勢で撃墜されたEB-66の唯一の生存者であるアイシール・ハンブルトン中佐は、米空軍で弾道ミサイル技術とミサイル対策を学んだナビゲーター兼電子戦担当官だった。彼は11日と半日後に救助されるまで、北ベトナム軍による捕縛を逃れた。この救出作戦では、CSARを支援していた米軍機5機が撃墜され、米軍人11名が死亡、2名が捕虜となった。この救出作戦は、ベトナム戦争全体の中でも、「最大、最長、かつ最も複雑な捜索救助」作戦であった。この作戦は2冊の本と、ほぼフィクションとなっているが映画『バット★21』の元になっている。

### その他

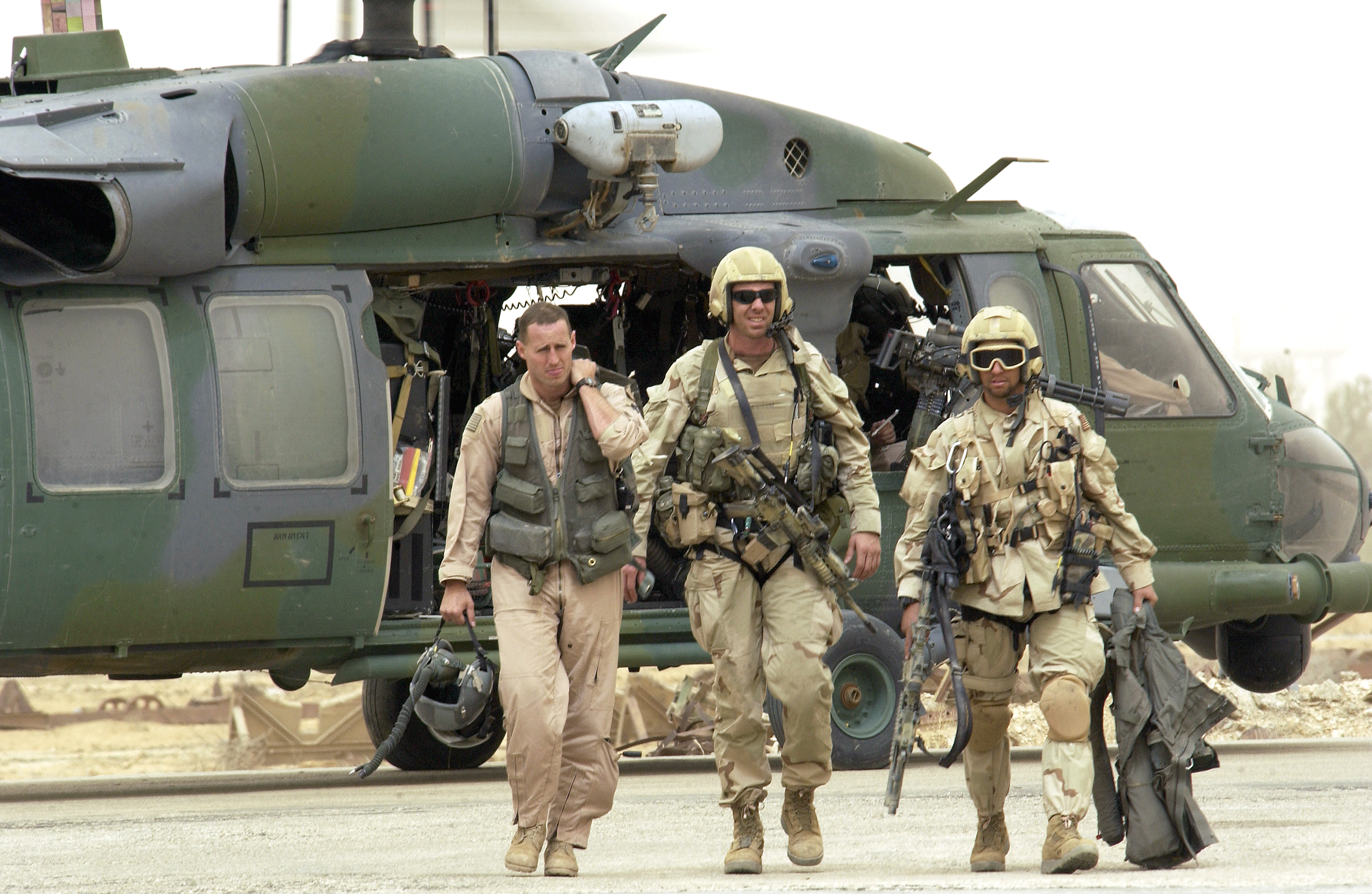
イラク南部での救出作戦に成功し、撃墜されたパイロットを連れて戻ってきたパラレスキュー隊員（2003年）。

アメリカ空軍（USAF）の第24特殊戦術中隊は、1993年のモガディシュの戦いに参加した。パラレスキュー隊員のTimothy Wilkinsonは、戦闘中の英雄的な行動により空軍十字章を授与された。
空軍のパラレスキュー隊員（PJ）は、東南アジア紛争以来、米空軍名誉勲章を1回、空軍十字章を12回授与されている。
砂漠の嵐作戦の序盤、イラク上空で撃墜されたF-14トムキャットのパイロットを、第20特殊作戦飛行隊のMH-53ペイヴロー乗組員が救出した。
1995年6月2日、ボスニア・ヘルツェゴビナのムルコニチ・グラード付近で、アメリカ空軍F-16Cがボスニア・セルビア軍の地対空ミサイルSA-6によって撃墜された。墜落前にアメリカ人パイロットのスコット・オグレディは無事に脱出し、その6日後には救助された。この作戦は「ムルコニチ・グラード事件」として知られるようになった。
1999年、アメリカ空軍パラレスキュー隊員と空軍特殊作戦回収機は、NATO主導の任務中にユーゴスラビア上空で撃墜されたF-117ステルス攻撃機のパイロット（コールサイン「ベガ31」）とF-16戦闘機のパイロット（コールサイン「ハマー34」）の救出に成功した。二人とも、それぞれの孤立した状況下に陥った後に救助された。